# Paluďaiho palác (Pražská)
Palugyayův palác (Palugyayův dům) je novorenesanční palác na Pražské ulici 1 v Bratislavě.
V Bratislavě se nachází ještě další palác se stejným jménem Palugyayův palác na Hlavním náměstí.

## Charakteristika
Palác i s vinnými sklepy dal jako provozní budovu postavit vinař a podnikatel Jakub Palugyay (Palúdzky). Palác byl postaven podle projektu Ignáce Feiglera ml. v letech 1873 - 1879. Celý komplex se do roku 1918 dále rozšiřoval. V komplexu se vyrábělo ceněné víno značky Château Palugyay, název, který později přešel i na budovu. V roce 2002 byl zrekonstruován a využívá ho Ministerstvo zahraničních věcí Slovenské republiky.